# Ibones de Anayet
Los ibones de Anayet son un conjunto de pequeños lagos glaciares (o ibones) del Pirineo aragonés.

## Geografía
Están situados en el término municipal de Sallent de Gállego, provincia de Huesca, a 2.233 metros de altitud y a los pies del pico Anayet (2.545 m).

## Hidrografía

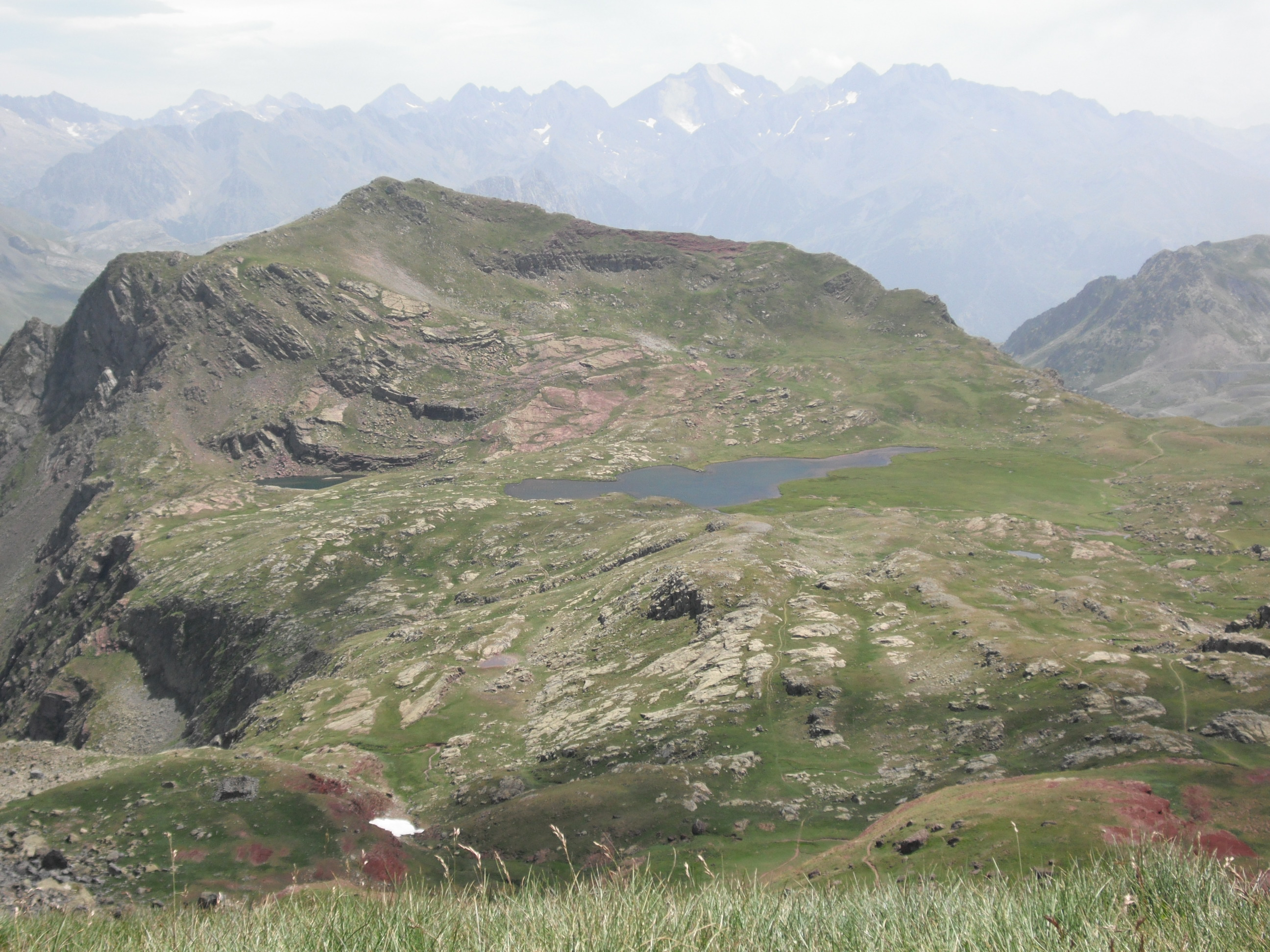
Vista del Pequeño Ibón (izquierda) y del Gran Ibón (derecha)

El agua de los ibones, procedente de las precipitaciones en forma de agua (estivales) y de nieve (invernales), tanto del deshielo como de la nivología del lugar, se precipita en el lugar conocido como “La Rinconada”, dando lugar al río de la Canal Roya, afluente del Aragón.

## Acceso
Se accede a ellos a pie, a partir del lugar conocido como “Corral de las Mulas”, a unos tres kilómetros de Formigal, Huesca, en la carretera a Francia.
También puede llegarse hasta los ibones desde Candanchú, ascendiendo la "Canal Roya".
Estos ibones contienen una gran cantidad de sanguijuelas por lo que debe evitarse el baño en ellos.